# جيمي جونستون (لاعب كرة قاعدة)
جيمي جونستون (بالإنجليزية: Jimmy Johnston)‏ هو لاعب كرة قاعدة أمريكي، ولد في 10 ديسمبر 1889 في كليفلاند في الولايات المتحدة، وتوفي في 14 فبراير 1967 في تشاتانوغا في الولايات المتحدة.

## وصلات خارجية
- جيمي جونستون على موقعبيزبول رفرنس.كوم (الدوري الرئيسي) (الإنجليزية)
- جيمي جونستون على موقعبيزبول رفرنس.كوم (الدوري الثانوي) (الإنجليزية)